# Adoretus furutai
Adoretus furutai är en skalbaggsart som beskrevs av Kobayashi 2007. Adoretus furutai ingår i släktet Adoretus och familjen Rutelidae. Inga underarter finns listade i Catalogue of Life.